# فرانسيسكو كامانيو
فرانسيسكو كامانيو (بالإسبانية: Francisco Caamaño)‏ (و. 1932 – 1973 م) هو سياسي من ولد في سانتو دومينجو.

## روابط خارجية
- فرانسيسكو كامانيو على موقع مونزينجر (الألمانية)